# Leichtathletik-Europameisterschaften 1994/Marathon der Männer

Panoramablick auf Helsinki im Jahr 2004

Der Marathonlauf der Männer bei den Leichtathletik-Europameisterschaften 1994 fand am 14. August 1994 in Helsinki, Finnland, statt.
Es gab einen Dreifacherfolg für Spanien. Martín Fiz gewann das Rennen in 2:10:31 h. Vizeeuropameister wurde Diego García vor Alberto Juzdado.
Erstmals bei Europameisterschaften gab es eine Teamwertung, den sogenannten Marathon-Cup. Hierfür wurden die Zeiten der drei besten Läufer je Nation addiert. Die Wertung zählte allerdings nicht zum offiziellen Medaillenspiegel. Es siegte die Mannschaft aus Spanien vor Portugal und Frankreich.

## Rekorde / Bestleistungen
Anmerkung:
Rekorde wurden damals im Marathonlauf und Straßengehen wegen der unterschiedlichen Streckenbeschaffenheiten mit Ausnahme von Meisterschaftsrekorden nicht geführt.

### Bestehende Rekorde / Bestleistungen
| Weltbestzeit         | Belayneh Dinsamo | 2:06:50 h | Rotterdam-Marathon, Niederlande | 17. April 1988  |
| Europabestzeit       | Carlos Lopes     | 2:07:12 h | Rotterdam-Marathon, Niederlande | 20. April 1985  |
| Meisterschaftsrekord | Gelindo Bordin   | 2:10:54 h | EM Stuttgart, BR Deutschland    | 30. August 1986 |

### Rekordverbesserung
Mit seiner Siegerzeit von 2:10:31 h verbesserte der spanische Europameister Martín Fiz den bestehenden EM-Rekord um 24 Sekunden. Zur Europabestzeit fehlten ihm 3:19 min, zur Weltbestzeit 3:41 min.

## Legende
Kurze Übersicht zur Bedeutung der Symbolik – so üblicherweise auch in sonstigen Veröffentlichungen verwendet:
| CR  | Championshiprekord                       |
| DNF | Wettkampf nicht beendet (did not finish) |
| DNS | nicht am Start (did not start)           |

## Ergebnis

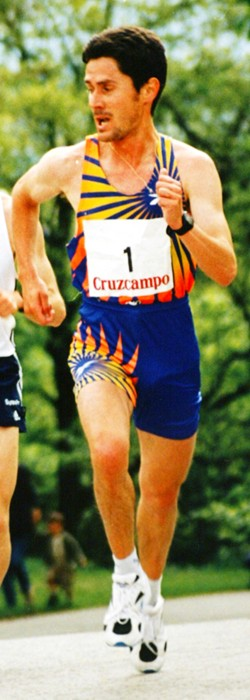
Europameister Martín Fiz

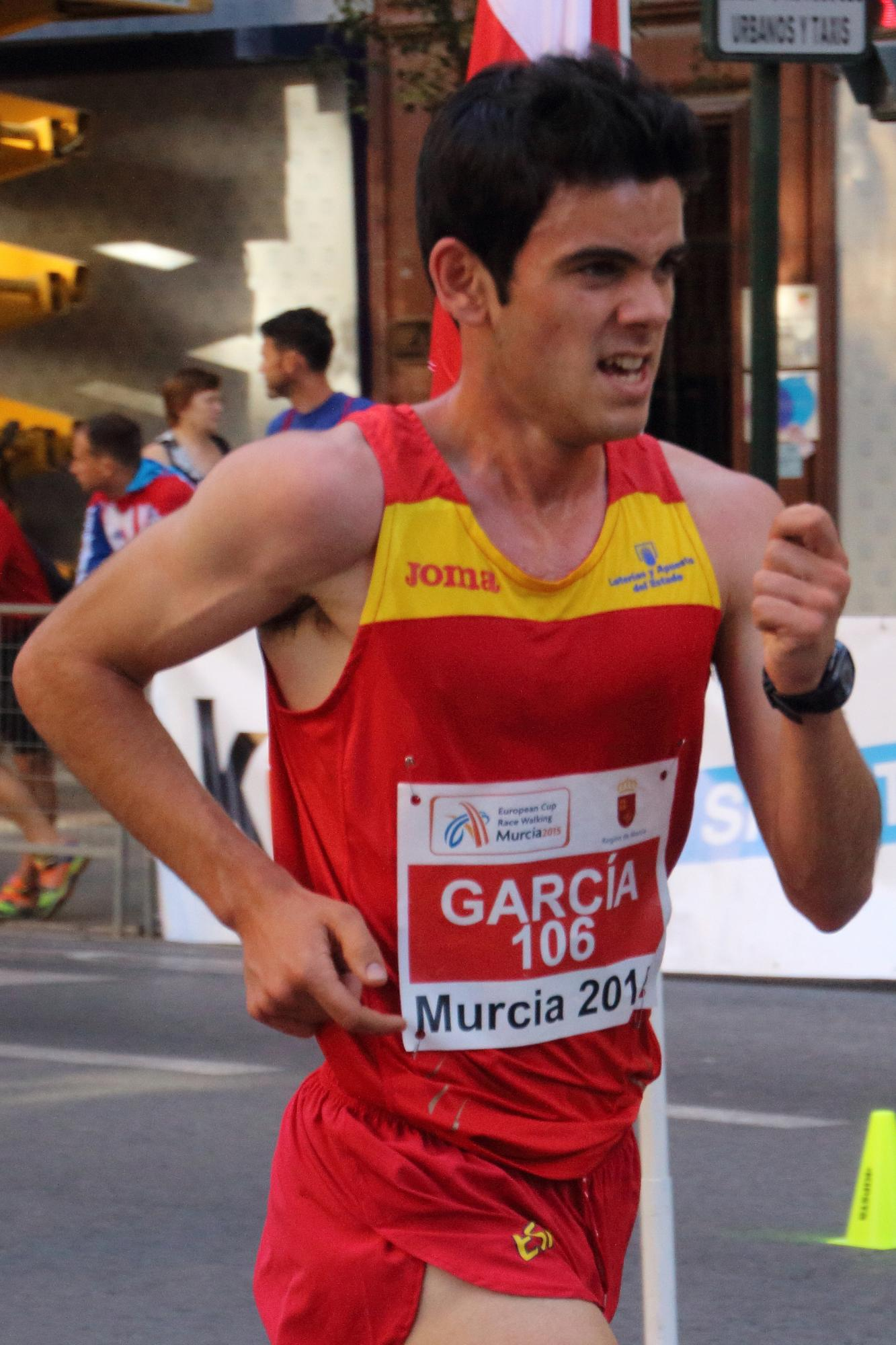
Vizeeuropameister Diego García

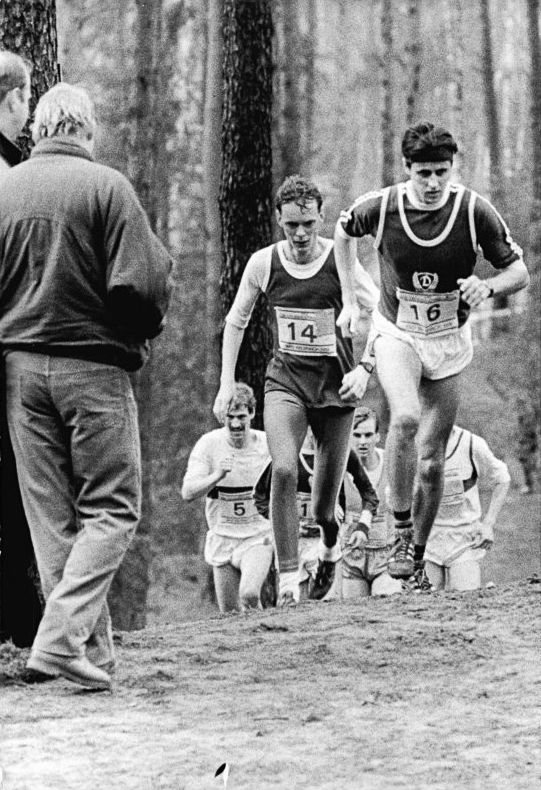
Rainer Wachenbrunner (rechts) – Platz neunzehn

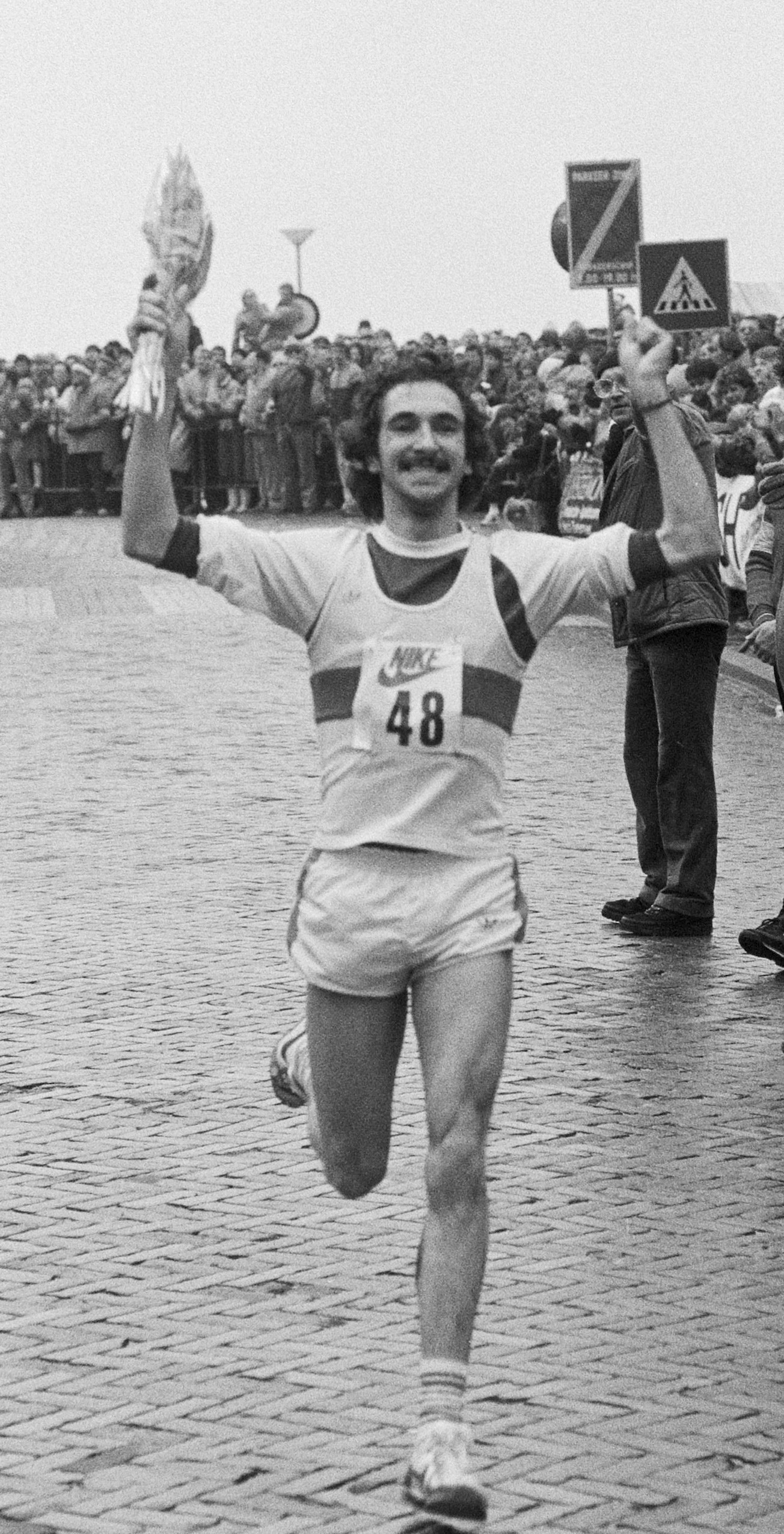
Marti ten Kate – Platz 28

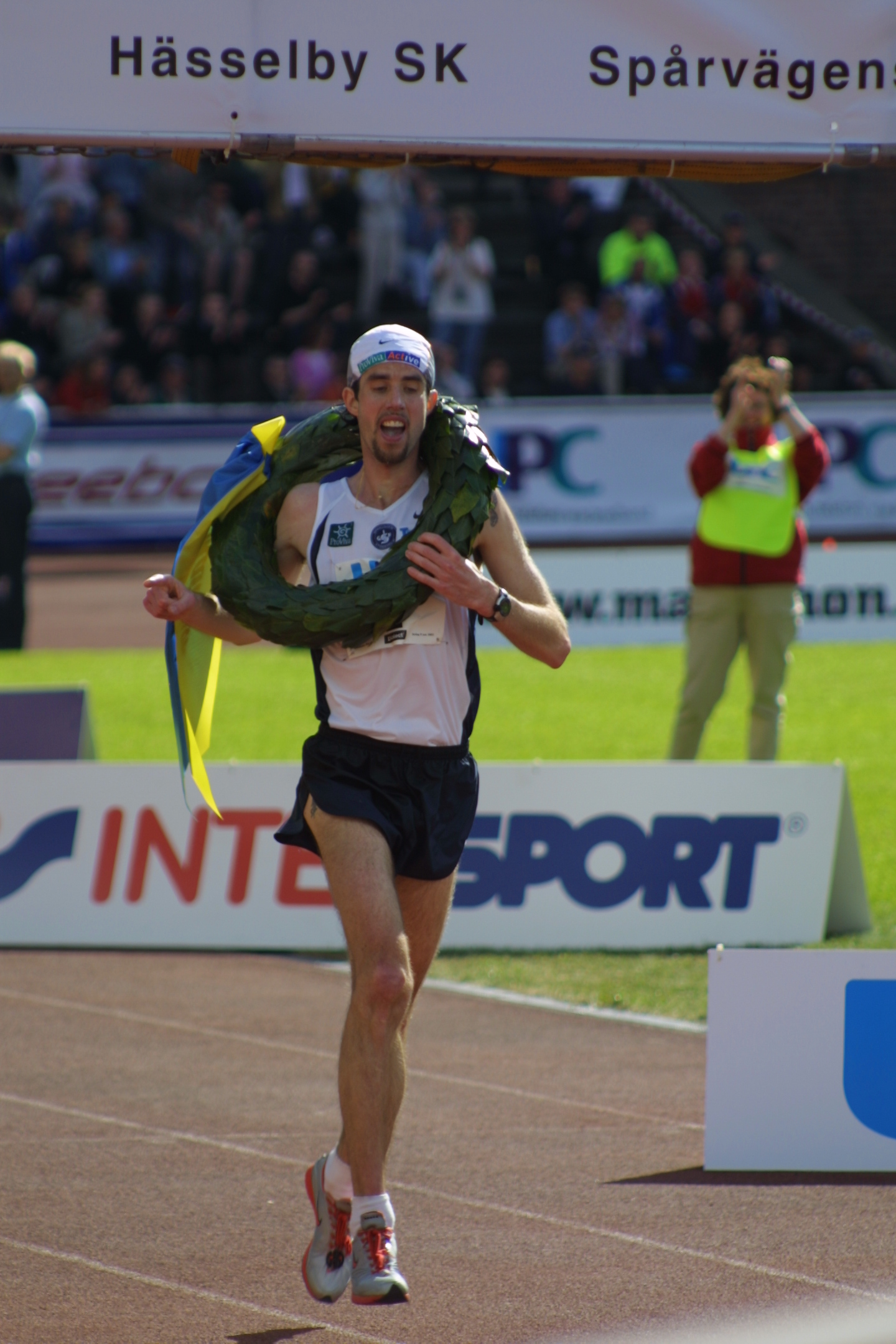
Anders Szalkai – Platz 46

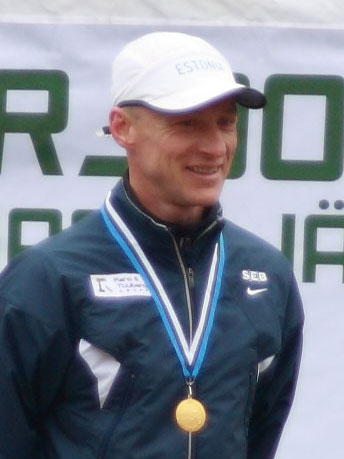
Pavel Loskutov – Platz 48

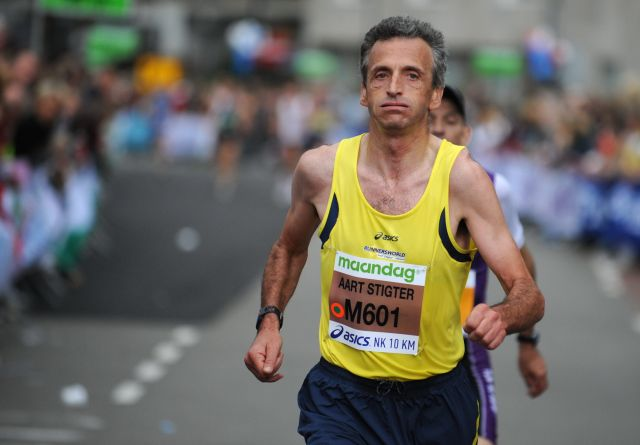
Aart Stigter – Rennen nicht beendet

14. August 1994
| Platz | Athlet                | Land                    | Zeit (h)   |
| ----- | --------------------- | ----------------------- | ---------- |
|       | Martín Fiz            | Spanien                 | 2:10:31 CR |
|       | Diego García          | Spanien                 | 2:10:46    |
|       | Alberto Juzdado       | Spanien                 | 2:11:18    |
| 04    | Richard Nerurkar      | Großbritannien          | 2:11:56    |
| 05    | Luigi Di Lello        | Italien                 | 2:12:41    |
| 06    | António Rodrigues     | Portugal                | 2:12:43    |
| 07    | Manuel Matias         | Portugal                | 2:12:48    |
| 08    | Harri Hänninen        | Finnland                | 2:13:21    |
| 09    | António Pinto         | Portugal                | 2:13:24    |
| 10    | Dominique Chauvelier  | Frankreich              | 2:13:30    |
| 11    | Noureddine Sobhi      | Frankreich              | 2:13:43    |
| 12    | Oleg Strischakow      | Russland                | 2:14:23    |
| 13    | Jan Huruk             | Polen                   | 2:14:27    |
| 14    | Konrad Dobler         | Deutschland             | 2:14:28    |
| 15    | Kurt Stenzel          | Deutschland             | 2:14:34    |
| 16    | Borislav Dević        | BR Jugoslawien          | 2:14:41    |
| 17    | Grzegorz Gajdus       | Polen                   | 2:14:55    |
| 18    | Bruno Le Stum         | Frankreich              | 2:14:57    |
| 19    | Rainer Wachenbrunner  | Deutschland             | 2:15:11    |
| 20    | Jakow Tolstikow       | Russland                | 2:15:32    |
| 21    | Jean-Luc Assemat      | Frankreich              | 2:15:36    |
| 22    | Dov Kremer            | Israel                  | 2:15:45    |
| 23    | Joaquim Silva         | Portugal                | 2:16:04    |
| 24    | Terje Næss            | Norwegen                | 2:16:10    |
| 25    | Rafaello Alliegro     | Italien                 | 2:16:16    |
| 26    | Vladimir Bukhanov     | Ukraine                 | 2:16:34    |
| 27    | Peter Whitehead       | Großbritannien          | 2:16:40    |
| 28    | Marti ten Kate        | Niederlande             | 2:16:48    |
| 29    | Lars Andervang        | Schweden                | 2:16:59    |
| 30    | Walter Durbano        | Italien                 | 2:17:09    |
| 31    | William Foster        | Großbritannien          | 2:17:12    |
| 32    | Antoni Peña           | Spanien                 | 2:17:19    |
| 33    | Eduard Tuchbatullin   | Russland                | 2:17:26    |
| 34    | Wiesław Perszke       | Polen                   | 2:17:35    |
| 35    | Carsten Eich          | Deutschland             | 2:17:54    |
| 36    | Bruno Léger           | Frankreich              | 2:18:33    |
| 37    | Spyros Andriopoulos   | Griechenland            | 2:19:01    |
| 38    | Jacek Kasprzyk        | Polen                   | 2:19:39    |
| 39    | Jean-Baptiste Protais | Frankreich              | 2:19:47    |
| 40    | Walter af Donner      | Schweden                | 2:19:55    |
| 41    | Michel de Maat        | Niederlande             | 2:20:12    |
| 42    | Toomas Tarm           | Estland                 | 2:20:56    |
| 43    | Knut Hegvold          | Norwegen                | 2:21:18    |
| 44    | Uwe Honsdorf          | Deutschland             | 2:21:22    |
| 45    | Juuso Rainio          | Finnland                | 2:21:41    |
| 46    | Anders Szalkai        | Schweden                | 2:21:42    |
| 47    | Jukka Vähä-Vahe       | Finnland                | 2:22:32    |
| 48    | Pavel Loskutov        | Estland                 | 2:22:49    |
| 49    | Cihangir Demirell     | Türkei                  | 2:23:02    |
| 50    | Petri Kuusinen        | Finnland                | 2:23:13    |
| 51    | Gerard Kappert        | Niederlande             | 2:24:16    |
| 52    | Steve Brace           | Großbritannien          | 2:24:41    |
| 53    | Heinz-Bernd Bürger    | Deutschland             | 2:24:35    |
| 54    | Kaupo Sabre           | Estland                 | 2:24:39    |
| 55    | Gazi Aşıkoğlu         | Türkei                  | 2:25:08    |
| 56    | John Vermeule         | Niederlande             | 2:27:06    |
| 57    | Jan Swenson           | Schweden                | 2:27:21    |
| 58    | Teppo Jalonen         | Finnland                | 2:27:57    |
| 59    | Timo-Pekka Kalermo    | Finnland                | 2:28:09    |
| 60    | Islam Ðugum           | Bosnien und Herzegowina | 2:29:19    |
| DNF   | Česlovas Kundrotas    | Litauen                 |            |
| DNF   | Rodrigo Gavela        | Spanien                 |            |
| DNF   | Fernando Couto        | Portugal                |            |
| DNF   | Andrew Green          | Großbritannien          |            |
| DNF   | Sergey Struganov      | Russland                |            |
| DNF   | Kjell-Erik Ståhl      | Schweden                |            |
| DNF   | Mirko Vindiš          | Slowenien               |            |
| DNF   | Frank Bjørkli         | Norwegen                |            |
| DNF   | Mark Flint            | Großbritannien          |            |
| DNF   | Mukhamet Nazipov      | Russland                |            |
| DNF   | Aart Stigter          | Niederlande             |            |
| DNF   | Graziano Calvaresi    | Italien                 |            |
| DNF   | Gert-Inge Nilsson     | Schweden                |            |
| DNF   | Severino Bernardini   | Italien                 |            |
| DNF   | Luca Barzaghi         | Italien                 |            |
| DNF   | José Esteban Montiel  | Spanien                 |            |
| DNF   | Alexei Schelonkin     | Russland                |            |
| DNF   | Entscho Kolew         | Bulgarien               |            |
| DNS   | Christo Stefanow      | Bulgarien               |            |

## Marathon-Cup
| Platz | Land           | Athleten                                             | Zeit (h) |
| ----- | -------------- | ---------------------------------------------------- | -------- |
| 1     | Spanien        | Martín Fiz Diego García Alberto Juzdado              | 6:32:35  |
| 2     | Portugal       | António Rodrigues Manuel Matias António Pinto        | 6:38:55  |
| 3     | Frankreich     | Dominique Chauvelier Noureddine Sobhi Bruno Le Stum  | 6:42:10  |
| 4     | Deutschland    | Konrad Dobler Kurt Stenzel Rainer Wachenbrunner      | 6:48:37  |
| 5     | Großbritannien | Richard Nerurkar Peter Whitehead William Foster      | 6:45:48  |
| 6     | Italien        | Luigi Di Lello Raffaello Alliegro Walter Durbano     | 6:46:06  |
| 7     | Polen          | Jan Huruk Grzegorz Gajdus Wieslaw Perszke            | 6:46:57  |
| 8     | Russland       | Oleg Strischakow Jakow Tolstikow Eduard Tuchbatullin | 6:47:21  |
| 9     | Finnland       | Harri Hänninen Juuso Rainio Jukka Vähä-Vahe          | 6:57:34  |
| 10    | Schweden       | Lars Andervang Walter af Donner Anders Szalkai       | 6:58:36  |
| 11    | Niederlande    | Marti ten Kate Michel de Maat Gerard Kappert         | 7:01:16  |
| 12    | Estland        | Toomas Tarm Pavel Loskutov Kaupo Sabre               | 7:08:24  |

## Videolink
- 5029 European Track & Field Marathon Men auf youtube.com (englisch), abgerufen am 23. September 2019